# Guillaume d’Estouteville
Guillaume d’Estouteville (ur. 1412, zm. 22 stycznia 1483 w Rzymie) – francuski duchowny, kardynał.

## Życiorys
Był spokrewniony z francuską rodziną królewską. Przeznaczony do stanu duchownego, został kanonikiem kolejno w Evreux (1428), Lyonie (1432) i Angers (1433) oraz protonotariuszem apostolskim (1433). W lutym 1439 został wybrany biskupem Angers, jednak nigdy nie objął tej diecezji. Na konsystorzu 18 grudnia 1439 papież Eugeniusz IV mianował go kardynałem z tytułem prezbitera Santi Silvestro e Martino ai Monti. W 1459 awansował do rangi kardynała biskupa, otrzymując wpierw diecezję podmiejską Porto e Santa Rufina, a następnie (1461) Ostia e Velletri. Był najbogatszym kardynałem w tamtym czasie dzięki licznie zgromadzonym beneficjom, m.in. był biskupem Digne (1439-45), Nîmes (1441-50), Béziers (1444-47) i Lodève (1450-53), był też opatem komendatoryjnym wielu opactw. Pełnił też funkcję protektora zakonu augustianów (1446-83) oraz archiprezbitera bazyliki liberiańskiej (od 1443). Został wysłany do Francji jako legat przez papieża Mikołaja V by załagodzić spór Karolem VII a Anglią (1451). Kilka lat później otworzył proces rehabilitacyjny Joanny d’Arc. Od 1453 roku był arcybiskupem Rouen i Saint-Jean-de-Maurienne. Uczestniczył w konklawe, które wybrały papieży: Mikołaja V, Pawła II i Sykstusa IV, ale był nieobecny w Rzymie podczas wyboru papieża Kaliksta III. Od 1458 roku na każdym kolejnym konklawe bezskutecznie kandydował na papieża, uciekając się nawet do prób przekupywania kardynałów. Otwarcie żył w związku z konkubiną Girolamą Tosti, rzymską szlachcianką, z którą miał piątkę nieślubnych dzieci.
W listopadzie 1472 roku został dziekanem Świętego Kolegium Kardynałów, a w 1477 Kamerlingiem Świętego Kościoła Rzymskiego.